# Волнушка (река)
Во́лнушка — река в Калязинском районе Тверской области России. Длина составляет 20 км, площадь водосборного бассейна — 137 км².
На Подробной карте Российской империи и близлежащих заграничных владений (так называемая «Столистовая карта»), которая была напечатана при собственном Его Императорского Величества Депо карт в 1801—1804 гг., данная река обозначена как Вольношка. С постройкой Угличского водохранилища в 1939 году в нижнем течении разлилась (от деревни Раменье до устья). Река относится к особо охраняемым территориям, как место обитания бобра. В нижнем течении известна как популярное место рыбной ловли (на месте слияния с Волгой расположена рыболовно-туристическая база «Скнятино»). В 2010-е гг. на берегу Волнушки недалеко от деревни Коротково была построена база отдыха «Лесной скит».

## Течение
Волнушка вытекает двумя рукавами из озера Васильевское. Течёт в северном направлении, пересекает автодорогу местного значения 28H-0616 Положилово- Крюково. Принимает левый приток Вонзоболь. Протекает через населённые пункты Бунькино и Непейно. Направляется на северо-запад, протекает через Перечково и Быково. Впадает в Волгу вместе с рекой Нерль рядом с железнодорожной станцией Скнятино. На большей части течения глубина реки не превышает 1-2 метров, но в районе устья встречаются глубины до 7,5 метра.
На губе реки (Угличское водохранилище) расположены деревни: Волнога, Красная Горка, Коротково, Кулигино, Хомутница, Раменье, Грибачево, Провалино, Селищи.

## Галерея
- Река Волнушка
- Закат на реке
- Железнодорожной мост через реку на линии Савёлово—Калязин.
- Вид с поля